# Tour du Doubs 2016
Le Tour du Doubs 2016 est la 32e édition de cette course cycliste sur route masculine. elle a eu lieu le 11 septembre 2016. Elle figure au calendrier de l'UCI Europe Tour 2016 en catégorie 1.1. La victoire finale revient à Samuel Dumoulin de l'équipe AG2R la Mondiale, devant le belge Baptiste Planckaert et le français Thibault Ferasse.

## Présentation

### Équipes
| WorldTeams (2)- AG2R La Mondiale - FDJ Équipes continentales professionnelles (5)- Fortuneo-Vital Concept - Cofidis, Solutions Crédits - Delko-Marseille Provence-KTM - Direct Énergie - Team Roth Équipes continentales (8)- HP BTP-Auber 93 - Roubaix Métropole européenne de Lille - AC Sparta Praha - Burgos-BH - Differdange-Losch - Euskadi Basque Country-Murias - Wallonie Bruxelles-Group Protect - Armée de terre Équipe nationale- France espoirs |
| |

### Classement général
| \| Classement général \| Classement général \| Classement général \| Classement général \| Classement général \| \| Coureur \| Coureur \| Pays \| Équipe \| Temps \| \| ------------------ \| --------------------- \| ------------------ \| -------------------------------- \| ------------------ \| \| 1er \| Samuel Dumoulin \| France \| AG2R La Mondiale \| 4 h 02 min 12 s \| \| 2e \| Baptiste Planckaert \| Belgique \| Wallonie Bruxelles-Group Protect \| + 0 s \| \| 3e \| Thibault Ferasse \| France \| Armée de terre \| + 0 s \| \| 4e \| Eduardo Sepúlveda \| Argentine \| Fortuneo-Vital Concept \| + 0 s \| \| 5e \| Nicolas Edet \| France \| Cofidis, Solutions Crédits \| + 0 s \| \| 6e \| Sébastien Reichenbach \| Suisse \| FDJ \| + 3 s \| \| 7e \| Domenico Pozzovivo \| Italie \| AG2R La Mondiale \| + 5 s \| \| 8e \| Roland Thalmann \| Suisse \| Roth \| + 29 s \| \| 9e \| Quentin Pacher \| France \| Delko-Marseille Provence-KTM \| + 29 s \| \| 10e \| Anthony Delaplace \| France \| Fortuneo-Vital Concept \| + 29 s \| |                       |           |                                  |                 |
| |                       |           |                                  |                 |
| |                       |           |                                  |                 |
| Classement général |                       |           |                                  |                 |
| Coureur | Coureur               | Pays      | Équipe                           | Temps           |
| 1er | Samuel Dumoulin       | France    | AG2R La Mondiale                 | 4 h 02 min 12 s |
| 2e | Baptiste Planckaert   | Belgique  | Wallonie Bruxelles-Group Protect | + 0 s           |
| 3e | Thibault Ferasse      | France    | Armée de terre                   | + 0 s           |
| 4e | Eduardo Sepúlveda     | Argentine | Fortuneo-Vital Concept           | + 0 s           |
| 5e | Nicolas Edet          | France    | Cofidis, Solutions Crédits       | + 0 s           |
| 6e | Sébastien Reichenbach | Suisse    | FDJ                              | + 3 s           |
| 7e | Domenico Pozzovivo    | Italie    | AG2R La Mondiale                 | + 5 s           |
| 8e | Roland Thalmann       | Suisse    | Roth                             | + 29 s          |
| 9e | Quentin Pacher        | France    | Delko-Marseille Provence-KTM     | + 29 s          |
| 10e | Anthony Delaplace     | France    | Fortuneo-Vital Concept           | + 29 s          |

## UCI Europe Tour
Le Tour du Doubs 2016 est une course faisant partie de l'UCI Europe Tour 2016 en catégorie 1.1, les 25 meilleurs temps du classement final emporte donc de 125 à 3 points.
| Position | 1er | 2e | 3e | 4e | 5e | 6e | 7e | 8e | 9e | 10e | 11e | 12e | 13e | 14e | 15e | 16e | 17e | 18e | 19e | 20e | 21e | 22e | 23e | 24e | 25e |
| -------- | --- | -- | -- | -- | -- | -- | -- | -- | -- | --- | --- | --- | --- | --- | --- | --- | --- | --- | --- | --- | --- | --- | --- | --- | --- |
| PTS UCI  | 125 | 85 | 70 | 60 | 50 | 40 | 35 | 30 | 25 | 20  | 15  | 10  | 5   | 5   | 5   | 3   | 3   | 3   | 3   | 3   | 3   | 3   | 3   | 3   | 3   |